# Stella (1955)
Der griechische Spielfilm Stella (Originaltitel: Στέλλα) ist die zweite Regiearbeit von Michalis Kakogiannis. In der Titelrolle gab Melina Mercouri ihr Filmdebüt; die männliche Hauptrolle spielte Giorgos Foundas. Das Drehbuch des Schwarzweißfilms basiert auf dem unaufgeführten Bühnenstück Stella mit den roten Handschuhen von Iakovos Kambanellis. Die Musik schrieb Manos Hadjidakis; das Bühnenbild stammt von Giannis Tsarouchis.
Der Film wurde am 4. April 1955 uraufgeführt und war im gleichen Jahr griechischer Wettbewerbsbeitrag bei den Filmfestspiele von Cannes. Im Jahr 1956 erhielt Stella einen Golden Globe in der Kategorie Bester fremdsprachiger Film. Als Variation des Carmen-Themas ist Stella erster Teil einer Trilogie über die Rolle der Frau in der Gesellschaft Griechenlands der 1950er Jahre. In den darauffolgenden beiden Jahren entstanden Das Mädchen in Schwarz und Die letzte Lüge.

## Handlung
Stella ist eine bekannte Rembetiko-Sängerin, aber auch eine starke, unabhängige Frau in einem sehr konservativen Nachkriegsgriechenland. Sie arbeitet im „Paradisos“, einer Bouzouki-Taverne in Piräus. Ihr Lebensstil ist permanent Stadtgespräch und ihre Beziehungen zu den begehrtesten Männern Athens ziehen eine Menge Eifersüchteleien nach sich. Sie kümmert sich jedoch nicht darum, ob sie großes Aufsehen erregt.
Stella ist mit ihrem Freund Alekos zusammen, allerdings nur so lange bis er versucht, ihre Freiheit und Unabhängigkeit zu beschneiden. Wenn sie einmal das Gefühl hat, sie kann nicht mehr selbst bestimmen, verlässt sie ihren Partner. Sie bleibt diesen Idealen stets treu, sogar als sie Miltos, einen Fußballspieler, kennenlernt. Bei ihm sieht es zunächst so aus, als ob sie von ihm gezähmt werden kann, da er ebenso aufbrausend und temperamentvoll ist wie sie selbst. Doch ist auch dieser traditionelle und besitzergreifende Mann das Letzte, was Stella akzeptieren könnte. Obwohl sie ihn liebt, lehnt sie wiederholt seine Heiratsanträge ab. Als Miltos sie schließlich zur Heirat zwingen will, erscheint Stella nicht zur Trauung, obwohl Miltos sie wiederholt gewarnt hat, sie zu töten, falls sie ihn nicht heiratet. Tatsächlich ersticht er Stella am Ende.

## Vorlage
Das frühe Bühnenstück Stella mit den roten Handschuhen (griechisch Η Στέλλα με τα κόκκινα γάντια I Stella me ta kokkina gandia) von Iakovos Kambanellis diente als Filmvorlage. In der Zeit zwischen 1951 und 1954 arbeitete Kambanellis Theaterstücke für das Radio um. Dadurch kam er in Kontakt mit Schauspielern, unter ihnen Melina Mercouri. Auf ihre Anregung hin entstand das nie aufgeführte Stück Stella mit den roten Handschuhen. Kambanellis schrieb das Theaterstück selbst zum Drehbuch um.

## Auszeichnungen
Bei den Internationalen Filmfestspielen von Cannes 1955 wurde der Film als griechischer Wettbewerbsbeitrag um die Goldene Palme aufgeführt, zugleich war Melina Merkouri als beste Hauptdarstellerin nominiert. Als beide Preise verpasst wurden, löste dies eine Kontroverse unter der Jury aus, woraufhin das Jurymitglied und Schauspielerin Isa Miranda einen Sonderpreis, den „Isa Miranda Award“ an Merkouri verlieh.
Im folgenden Jahr erhielt Stella einen Golden Globe in der Kategorie Bester fremdsprachiger Film.

## Kritik
„Irgendwie hat das von Michael Cacoyannis in Szene gesetzte Spiel nicht dasselbe Tempo wie sein wild-begeisterter Star. Daraus entsteht ein strenges, schwermütiges Drama, das ein wenig an die Stummfilmzeit erinnert, in der ebenfalls am Ende oft der Mord an der Femme fatale stand. Das einzige, was das Ganze rettet, vor allem für ein anspruchsvolles Publikum, ist der unfreiwillige Humor, der die düstere Feierlichkeit auflockert. ("But somehow the screen play concocted by Michael Cacoyannis does not have quite the same surge of animation as the wildly enthusiastic star. It sets a grimly lugubrious drama, somewhat on the order of those we used to see on the silent screen, wherein the inevitable climax was the violent murder of the femme fatale. And the only thing that saves it — for a sophisticated audience, that is — is the unconscious spots of humor that brighten its dark solemnity.")“